# Paral·lel 23° sud
El paral·lel 23° sud és una línia de latitud que es troba a 23 graus sud de la línia equatorial terrestre. Travessa l'oceà Atlàntic, l'Àfrica, l'Oceà Índic, el Sud-est Asiàtic, l'Australàsia, l'Oceà Pacífic i Amèrica del Sud.

## Geografia
En el sistema geodèsic WGS84, al nivell de 23° de latitud sud, un grau de longitud equival a 102,522 km; la longitud total del paral·lel és de 36.908 km, que és aproximadament 93,0% de la de l'equador, del que es troba a 2.545 km i a 7.457 km del pol Sud

## Arreu del món
A partir del Meridià de Greenwich i cap a l'est, el paral·lel 23° sud passa per: 
| Coordenades                               | País. Territori o mar | Notes |
| ----------------------------------------- | --------------------- | --- |
| 23° 0′ S, 0° 0′ E / 23.000°S,0.000°E      | Oceà Atlàntic         | |
| 23° 0′ S, 14° 24′ E / 23.000°S,14.400°E   | Namíbia               | Passa al sud de Walvis Bay |
| 23° 0′ S, 20° 0′ E / 23.000°S,20.000°E    | Botswana              | |
| 23° 0′ S, 27° 57′ E / 23.000°S,27.950°E   | Sud-àfrica            | Limpopo |
| 23° 0′ S, 31° 30′ E / 23.000°S,31.500°E   | Moçambic              | |
| 23° 0′ S, 35° 34′ E / 23.000°S,35.567°E   | Oceà Índic            | Canal de Moçambic |
| 23° 0′ S, 43° 29′ E / 23.000°S,43.483°E   | Madagascar            | |
| 23° 0′ S, 47° 48′ E / 23.000°S,47.800°E   | Oceà Índic            | |
| 23° 0′ S, 113° 50′ E / 23.000°S,113.833°E | Austràlia             | Austràlia Occidental Territori del Nord Queensland |
| 23° 0′ S, 150° 46′ E / 23.000°S,150.767°E | Mar del Corall        | Passa al nord de l'escull Cato a illes del Mar del Corall Austràlia |
| 23° 0′ S, 167° 17′ E / 23.000°S,167.283°E | Oceà Pacífic          | El paral·lel defineix la frontera marítima meridional de les Illes Cook, des del meridià 167 a l'oest al meridià 156 a l'oest · Passa al nord de Morane, Polinèsia Francesa · Passa al nord de Mangareva, Polinèsia Francesa |
| 23° 0′ S, 70° 20′ O / 23.000°S,70.333°O   | Xile                  | |
| 23° 0′ S, 66° 58′ O / 23.000°S,66.967°O   | Argentina             | |
| 23° 0′ S, 62° 0′ O / 23.000°S,62.000°O    | Paraguai              | |
| 23° 0′ S, 55° 38′ O / 23.000°S,55.633°O   | Brasil                | Mato Grosso do Sul Paraná São Paulo Rio de Janeiro - Passa al sud de la ciutat de Rio de Janeiro |
| 23° 0′ S, 43° 14′ O / 23.000°S,43.233°O   | Oceà Atlàntic         | Passa al sud de la costa de Brasil |
| 23° 0′ S, 42° 1′ O / 23.000°S,42.017°O    | Brasil                | Rio de Janeiro - Ilha do Cabo Frio |
| 23° 0′ S, 41° 58′ O / 23.000°S,41.967°O   | Oceà Atlàntic         | |